# Cécile Chicault
Cécile Chicault est une auteure de bande dessinée française jeunesse autant que tout public, née le 18 novembre 1967 à Neuilly-sur-Seine.

## Biographie

### Jeunesse et formation
Cécile Chicault est née à Neuilly-sur-Seine en 1967. Pendant son enfance, passée d'abord à Paris, puis dans le Sud-Ouest[source insuffisante], notamment à Périgueux. En 1985, toujours intéressée par les arts plastiques, elle s'oriente vers l'Université d'arts plastiques de Bordeaux, où elle obtient une maîtrise, un CAPES puis l'agrégation. Elle enseigne au lycée le dessin pendant une année[source insuffisante], mais non convaincue par l'enseignement, elle intègre l'École des Beaux-Arts d’Angoulême, où elle étudie la bande dessinée.

### Carrière
En 1997, elle joint l'Atelier Sanzot, où elle travaille avec d'autres auteurs comme Mazan, Isabelle Dethan ou Jean-Luc Loyer, avant de sortir en 1999 sa première bande dessinée, Le Diable aux trois cheveux d'or, adaptée du conte des frères Grimm, qui est primée au festival de la bande dessinée d'Angoulême en 2000.
De 2000 à 2004, elle réalise sa première série jeunesse, Zélie, et expose ses planches en Chine, en octobre 2005, à l'occasion du 1er Festival de l'image dessinée française à Pékin.
Elle sort en 2011 le premier tome de sa première série tout public, La saga de Wotila, mettant en scène un jeune Wisigoth du début du Ve siècle en quête identitaire, et mêlant histoire et légendes. Pour la partie historique du scénario, elle collabore avec son compagnon, Hervé Pauvert, professeur d'histoire-géographie.
Depuis, elle réalise des livres illustrés adaptés de contes des frères Grimm. Parallèlement à la création de bandes dessinées, elle réalise des travaux d'illustration et de communication pour la presse, les livres scolaires, et les collectivités locales comme la ville d'Angoulême ou le département de la Charente. Depuis 2016, elle donne aussi des cours de peinture et de dessin destinés aux adultes.

## Œuvres publiées

### Bandes dessinées
- Le Diable aux trois cheveux d'or ; Dessins, couleurs, adaptation : Cécile Chicault ; d'après les frères Grimm (Delcourt, coll. Jeunesse, 1999,  (ISBN 2-84055-274-4)[10] ;
- Zélie ; Dessins, couleurs, scénario : Cécile Chicault (Delcourt, coll. Jeunesse)[4]

1. L'apprentie Sorcière (2000,  (ISBN 2-84055-464-X) ;
2. Le bâton maléfique (2003,  (ISBN 2-84055-677-4) ;
3. Le lac d'Entredeuxmarais (2004,  (ISBN 2-84789-115-3) ;
- L'oiseau d'or ; dessins, couleurs, adaptation : Cécile Chicault ; d'après les frères Grimm (Delcourt, coll. Jeunesse, 2006,  (ISBN 2-7560-0245-3)[11] ;
- La saga de Wotila ; Scénario : Cécile Chicault & Hervé Pauvert ; Dessins, couleurs : Cécile Chicault (Delcourt, coll. histoires d'Histoire)[12]

1. Le jour du prince cornu  (2011,  (ISBN 978-2-7560-1065-6) ;
2. Les trois sanctuaires  (2013,  (ISBN 978-2-7560-2696-1) ;
3. Au nom des pères (2016,  (ISBN 978-2-7560-4051-6).

#### Collectifs
- La fontaine aux fables tome 1 (Delcourt, 2002,  (ISBN 2-84055-781-9)[13] ;
- La fontaine aux fables tome 3 (Delcourt, 2006,  (ISBN 2-84789-932-4)[13] ;
- Henri Dès - Chansons en BD (Delcourt, 2007,  (ISBN 978-2-7560-1059-5).

### Albums illustrés
- Jean de Fer ; Dessins, couleurs : Cécile Chicault ; Adaptation : Cécile Chicault & Hervé Pauvert ; d'après les frères Grimm (Scutella Editions, 2013,  (ISBN 978-2-918111-16-0) ;
- Peau d'âne ; Dessins, couleurs, adaptation : Cécile Chicault ; d'après les frères Grimm (Scutella Editions, prévu pour janvier 2018,  (ISBN 978-2-918111-27-6).

### Autres
- À la recherche de la cité perdue ; Anne Royer et Bénédicte Colin ; dessins, couleurs : Cécile Chicault (Nathan, 2008,  (ISBN 9782091866604)[14],[15].

## Prix
- Alph' Art Jeunesse 7-8 ans du festival de la Bande Dessinée d'Angoulême de 2000 pour Le Diable aux trois cheveux d'or ;
- Le Diable aux trois cheveux d'or, Eléphant d'Or du festival de Chambéry de 2000 ;
- Prix du festival de Rouans de 2010 pour la série Zélie ;
- Prix du festival de Saint-Junien de 2013 pour La saga de Wotila : Les trois sanctuaires.